# Dobrețu
Dobrețu est une commune roumaine située dans le județ d'Olt.